# Craspedotropis gretathunbergae
Craspedotropis gretathunbergae – gatunek mięczaka z gromady ślimaków. Zamieszkuje wilgotny las równikowy na Borneo. Znany jest z pojedynczego stanowiska w Parku Narodowym Ulu Temburong. Odkryty przez zespół naukowców zajmujących się różnorodnością biologiczną w 2019 na brzegu rzeki Belalong. Nowy gatunek po raz pierwszy został opisany naukowo w lutym 2020 na łamach czasopisma „Biodiversity Data Journal”.

## Historia odkrycia gatunku
C. gretathunbergae został odkryty w 2019 przez zespół naukowców zajmujących się różnorodnością biologiczną w należącej do Universiti Brunei Darussalam terenowej stacji badawczej Kuala Belalong Field Study Centre (KBFSC) na Borneo, w brunejskim dystrykcie Temburong. Znaleziony został na lewym (południowym) brzegu rzeki Belalong, 50 m od owej stacji w dół jej biegu. Nowy gatunek po raz pierwszy został opisany naukowo w lutym 2020 na łamach czasopisma „Biodiversity Data Journal”.

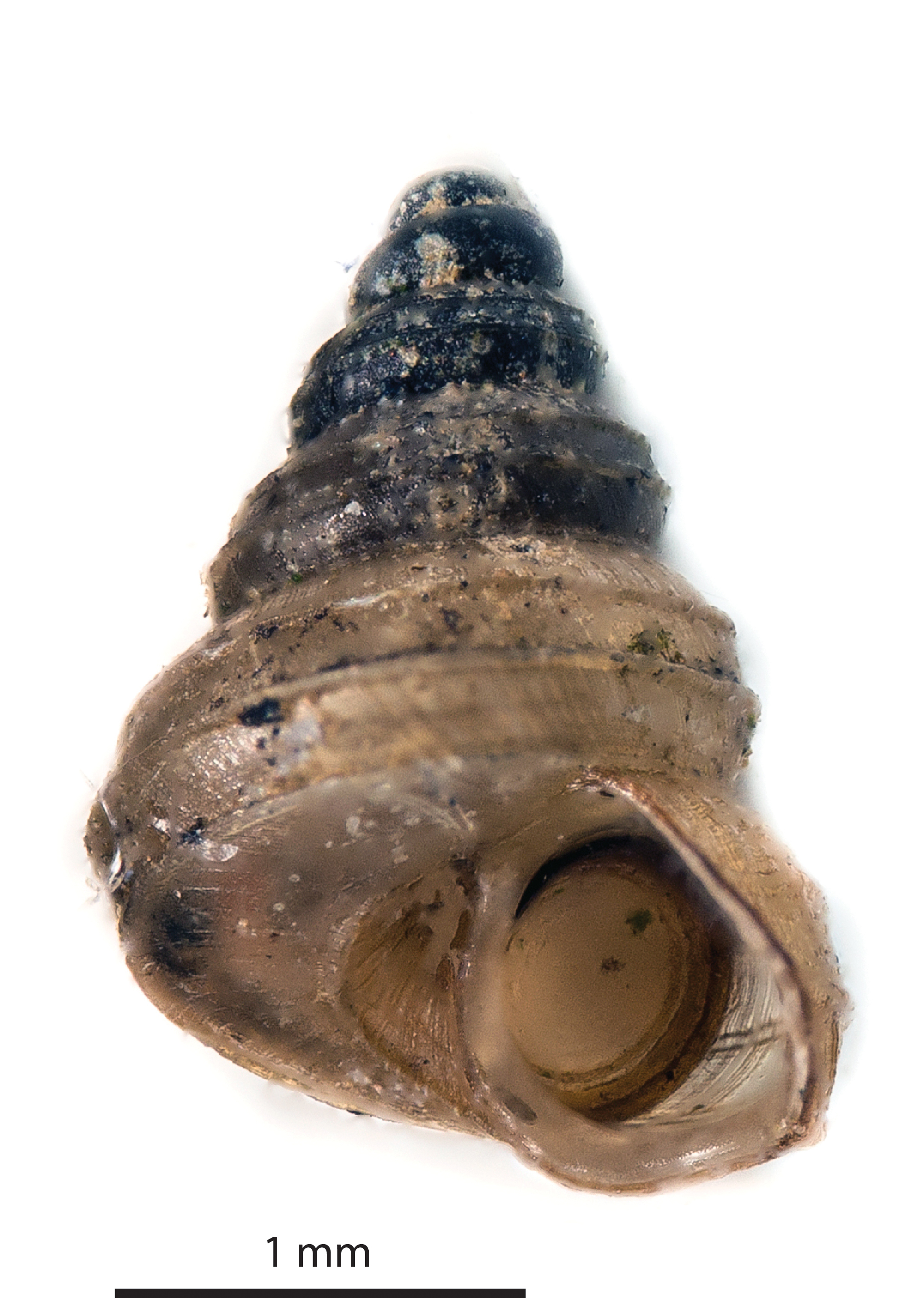
Muszla C. gretathunbergae

## Nazewnictwo
Epitet gatunkowy gretathunbergae jest eponimem mającym na celu upamiętnienie szwedzkiej aktywistki klimatycznej Grety Thunberg. Odkrywcy zaproponowali taką nazwę, gdyż w ich opinii ślimaki lądowe prawdopodobnie znacznie ucierpią z powodu zmian klimatu. Naukowcy argumentują, że zamieszkujące w tropikach Azji Południowo-Wschodniej ślimaki klasyfikowane poza rzędem trzonkoocznych (a więc Neritimorpha i Caenogastropoda) są bardziej wrażliwe na zaburzenia siedlisk niż gatunki Stylommatophora.

## Morfologia
Mięczak o jasnym ciele z ciemnobrązowymi czułkami oraz różowopomarańczowym zabarwieniem masy bukalnej. Muszla ma wysokość 2,7–2,9 mm, szerokość 1,7–1,8 mm i wysoko-stożkowatą skrętkę, na którą składa się od 5,25 do 5,75 wypukłych skrętów. Barwa periostrakum jest zielonożółta, ale przechodzi w ciemny brąz na zgrubieniach. Protokoncha nie ma wyraźnej rzeźby. Połączenie protokonchy z teleokonchą jest niezauważalne. Rzeźba radialna skrętki obejmuje linie wzrostu oraz żeberka rozmieszczone z gęstością 30–70 na mm skrętu. Dla rzeźby spiralnej skrętki charakterystyczna jest obecność tylko czterech żeberek, podczas gdy pokrewni przedstawiciele rodzaju mają ich od 7 do 12. Żeberka spiralne są wysoko wyniesione, nieco powrębiane i zaczynają po  1,5–2 skrętach muszli. Czwarte z nich widoczne jest tylko na brzegu szerokiego dołka osiowego – ten z kolei nie ma żeberek dodatkowych. Ujście muszli ma 0,86-0,9 mm wysokości i 0,92-0,97 mm szerokości. Lekko zgrubiała warga ma cztery kątowe zakrzywienia nawiązujące do czterech żeberek spiralnych i jest słabiej wyrażona niż u pokrewnego C. borneensis. Wieczko ma krawędzie skrętu rozpłaszczone w kształt gładkiej, wklęsłej misy, a nie wyniesione jak u C. borneensis.

## Ekologia i występowanie
Ślimak znany z pojedynczego stanowiska w Parku Narodowym Ulu Temburong na Borneo, w brunejskim dystrykcie Temburong. Zasiedla mieszany, nizinny, wilgotny las równikowy z dużym udziałem dwuskrzydli. Jedyne znane stanowisko znajduje się u podnóża stromego wzgórza, w sąsiedztwie brzegu rzeki. Osobniki tego gatunku spotykano nocą na wierzchniej stronie liści w podszycie, do wysokości 1 m nad powierzchnią gleby.